# 今野直樹
今野 直樹（こんの なおき）は、日本の漫画家。
宮城県仙台市出身。1993年、『ダブル・ハード』（『月刊少年ジャンプ』）でデビュー。
株式会社フジデン代表取締役社長の藤村泰宏は義兄にあたる。

## 作品リスト
- ダブル・ハード（原案協力：木村登美雄・市原剛、月刊少年ジャンプ連載、ジャンプ・コミックス全30巻、集英社）
- ダブル・ハード side story〜殴り屋・鷹山仁〜（mobaman-M、小学館）
- TWIN POWERS （今野直樹傑作集、ジャンプ・コミックス）
- RUNNING CHASER（原案協力：市原剛、月刊少年ジャンプ連載、ジャンプ・コミックス全3巻、集英社）
- 廓の幻（原作：市原剛、ビジネスジャンプ魂読切、集英社）
- トリックスター（原作：花形玲、ビジネスジャンプ魂読切、集英社）
- 廓ノ幻（原作：市原剛、週刊漫画ゴラク不定期連載、ニチブン・コミックス全1巻、日本文芸社）
- 鋼の鉄道（原作：市原剛、週刊漫画ゴラク読切、日本文芸社）
- 龍帝 -DRAGON EMPEROR-（原作：市原剛、漫画サンデー連載、マンサン・コミックス全1巻、実業之日本社）
- STING GIRL（mobaman-M、小学館）
- ブレインカッター（mobaman-M、小学館）
- ヴァンパイア・サバイバー（Webマンガサイト・Z、ホーム社）
- 明智小五郎回顧談（原作：平山雄一、Webマンガサイト・Z、全2巻、ホーム社）